# Episodi di Stargate SG-1 (settima stagione)
La settima stagione della serie televisiva di fantascienza Stargate SG-1 è composta da 22 episodi e fu trasmessa per la prima volta negli Stati Uniti dal 13 giugno 2003 sulla rete televisiva Sci-Fi Channel; nel corso della stagione la serie fu trasmessa anche sulla rete inglese Sky One che mise in onda l'ultimo episodio il 9 marzo 2004.
In Italia la serie è stata trasmessa a pagamento dal canale satellitare Fox dal 19 agosto al 17 dicembre 2005, ed in chiaro su LA7 a partire dal 9 maggio 2008.
Il cast principale della settima stagione vede il ritorno di Michael Shanks nei panni del dottor Daniel Jackson, cui si affiancano Richard Dean Anderson nella parte del colonnello dell'Aviazione Jack O'Neill, Amanda Tapping nel ruolo del maggiore Samantha Carter e Christopher Judge che interpreta l'alieno Teal'c. La squadra SG-1 è al comando del generale George Hammond, interpretato da Don S. Davis.
| nº | Titolo originale   | Titolo italiano             | Prima TV originale | Prima TV Italia  |
| -- | ------------------ | --------------------------- | ------------------ | ---------------- |
| 1  | Fallen             | La caduta                   | 13 giugno 2003     | 19 agosto 2005   |
| 2  | Homecoming         | Ritorno a casa              | 13 giugno 2003     | 8 ottobre 2005   |
| 3  | Fragile Balance    | Fragile equilibrio          | 20 giugno 2003     | 15 ottobre 2005  |
| 4  | Orpheus            | Orpheus                     | 27 giugno 2003     | 15 ottobre 2005  |
| 5  | Revisions          | Revisioni                   | 11 luglio 2003     | 22 ottobre 2005  |
| 6  | Lifeboat           | La scialuppa di salvataggio | 18 luglio 2003     | 22 ottobre 2005  |
| 7  | Enemy Mine         | La miniera nemica           | 25 luglio 2003     | 29 ottobre 2005  |
| 8  | Space Race         | Corsa spaziale              | 1º agosto 2003     | 29 ottobre 2005  |
| 9  | Avenger 2.0        | Rete bloccata               | 8 agosto 2003      | 5 novembre 2005  |
| 10 | Birthright         | Diritto di nascita          | 15 agosto 2003     | 5 novembre 2005  |
| 11 | Evolution (Part 1) | Evoluzione (Parte 1)        | 22 agosto 2003     | 12 novembre 2005 |
| 12 | Evolution (Part 2) | Evoluzione (Parte 2)        | 15 dicembre 2003   | 12 novembre 2005 |
| 13 | Grace              | Grace                       | 6 gennaio 2004     | 19 novembre 2005 |
| 14 | Fallout            | Disastro imminente          | 13 gennaio 2004    | 19 novembre 2005 |
| 15 | Chimera            | Chimera                     | 20 gennaio 2004    | 26 novembre 2005 |
| 16 | Death Knell        | Presagio di morte           | 27 gennaio 2004    | 26 novembre 2005 |
| 17 | Heroes (Part 1)    | Eroi (Parte 1)              | 3 febbraio 2004    | 3 dicembre 2005  |
| 18 | Heroes (Part 2)    | Eroi (Parte 2)              | 10 febbraio 2004   | 3 dicembre 2005  |
| 19 | Resurrection       | Resurrezione                | 17 febbraio 2004   | 10 dicembre 2005 |
| 20 | Inauguration       | Inaugurazione               | 24 febbraio 2004   | 10 dicembre 2005 |
| 21 | Lost City (Part 1) | Città perduta (Parte 1)     | 2 marzo 2004       | 17 dicembre 2005 |
| 22 | Lost City (Part 2) | Città perduta (Parte 2)     | 9 marzo 2004       | 17 dicembre 2005 |

## La caduta
- Titolo originale: Fallen
- Diretto da: Martin Wood
- Scritto da: Robert C. Cooper

### Trama
Alla ricerca della città perduta degli antichi, la SG-1 scopre su un pianeta Daniel Jackson, che dopo aver perso la sua condizione di asceso, senza ricordare niente, è stato soccorso da un popolo nomade. Dopo averlo convinto a tornare al comando Stargate, viene ideato un piano per distruggere la nuova superarma di Anubis, attirandolo sul pianeta dove è stato trovato Daniel e facendolo attaccare dalle forze dei signori del sistema. Teal'c viene di conseguenza inviato a chiedere l'aiuto di Lord Yu, mentre Daniel e Jonas Quinn si introdurranno nella nave per permettere a O'Neill e Carter di distruggere l'arma con il caccia F-302. Il piano riesce, ma Yu decide però all'ultimo momento di mandare la flotta in un altro settore, imprigionando Teal'c, e impedendo ai terrestri di recuperare Daniel e Jonas; quest'ultimo viene catturato dalle guardie di Anubis.
- Altri interpreti: Corin Nemec (Jonas Quinn), George Touliatos (Shamda), Kevan Ohtsji (Oshu), David Palffy (Anubis), Michael Adamthwaite (Her'ak), Gary Jones (Walter Harriman), Adrian Hough (tenente goa'uld), Vince Crestijo (lord Yu)
- La trama di quest'episodio si conclude nel successivo.

## Ritorno a casa
- Titolo originale: Homecoming
- Diretto da: Martin Wood
- Scritto da: Joseph Mallozzi e Paul Mullie

### Trama
Anubis, saputo dell'esistenza del naquadriah, si dirige verso Kelowna, il pianeta di Jonas Quinn, per ottenerlo. I kelowniani cercano aiuto dai terrestri, e questi propongono di formare una temporanea alleanza con Ba'al, mediata dal Primo Jaffa di Yu, il quale, convinto della forza di Anubis, ha liberato Teal'c dalla prigionia. Sulla nave di Anubis, Daniel Jackson riesce a liberare Jonas Quinn; i terrestri sono nel frattempo arrivati alla conclusione che Anubis stia cercando un cristallo contenente risultati di esperimenti col naquadria; Carter riesce a trovarlo, ma il comandante kelowniano Hale li tradisce, alleandosi con Anubis.
- Altri interpreti: Corin Nemec (Jonas Quinn), Cliff Simon (Ba'al), David Palffy (Anubis), Michael Adamthwaite (Her'ak), Gary Jones (Walter Harriman), Doug Abrahams (comandante Hale), Adrian Hough (tenente goa'uld), Gillian Barber (ambasciatrice Dreylock)
- Questo episodio è la conclusione del precedente.

## Fragile equilibrio
- Titolo originale: Fragile Balance
- Diretto da: Peter DeLuise
- Scritto da: Peter DeLuise e Michael Greenburg

### Trama
Un adolescente si presenta al comando Stargate affermando di essere il colonnello O'Neill, e il DNA sembra dargli ragione. Grazie all'aiuto di Jacob Carter, si scopre che il ragazzo è in realtà un clone, e che in breve tempo è destinato a morire. Indagando su altri casi simili, il dottor Jackson e Teal'c cominciano a sospettare che possa essere stata opera degli asgard.
- Altri interpreti:Michael Welch (giovane O'Neill), Carmen Argenziano (Jacob Carter/Selmak), Ed Hong-Louie (Zyang Wu), Peter DeLuise (voce di Loki), Teryl Rothery (dottoressa Fraiser)

## Orpheus
- Titolo originale: Orpheus
- Diretto da: Peter DeLuise
- Scritto da: Peter DeLuise

### Trama
Dopo essere stato ferito di ritorno da una missione, Teal'c comincia a dubitare della propria forza. Nel frattempo Daniel Jackson ha delle visioni riguardo a Bra'tac e a Rya'c, il figlio di Teal'c, risalenti all'epoca in cui era asceso, nelle quali sono prigionieri, costretti a durissime fatiche, su un mondo controllato da Ba'al. Viene quindi preparata una spedizione di soccorso, ma durante questa Teal'c viene ferito e preso prigioniero.
- Altri interpreti: Tony Amendola (Bra'tac), Obi Ndefo (Rak'nor), Neil Denis (Rya'c), David Richmond-Peck (comandante jaffa)

## Revisioni
- Titolo originale: Revisions
- Diretto da: Martin Wood
- Scritto da: Joseph Mallozzi e Paul Mullie

### Trama
Su un pianeta inabitabile, gli ultimi membri di una specie umanoide sopravvivono sotto una cupola, sorvegliata da un computer. Dopo che l'SG-1 ha preso contatto con questi abitanti, cominciano tuttavia a sparire alcune persone, senza che gli altri sembrino ricordarsi della loro esistenza.
- Altri interpreti:Christopher Heyerdahl (Pallan), Peter LaCroix (Kendrick), Tiffany Knight (Evalla), Liam Ranger (Nevin), Gary Jones (Walter Harriman), Wendy Noel (donna del consiglio)

## La scialuppa di salvataggio
- Titolo originale: Lifeboat
- Diretto da: Peter DeLuise
- Scritto da: Brad Wright

### Trama
L'SG-1 trova su un altro pianeta un'astronave piena di corpi ibernati. Una strana scarica li colpisce, e al ritorno sulla Terra il dottor Jackson comincia a comportarsi in modo strano, manifestando diverse personalità appartenenti a diversi membri dell'equipaggio dell'astronave.
- Altri interpreti: Teryl Rothery (dottoressa Fraiser), James Parks (Pharrin), Travis Webster (Tryan), Ryan Drescher (giovane Keenin), Gary Jones (Walter Harriman), Kimberly Unger (infermiera), Rob Hayter (aiuto ospedaliero), Colin Corrigan (capo della squadra medica)
- Per questo episodio Michael Shanks ha vinto un Leo Award nella categoria Dramatic Series: Best Lead Performance - Male, mentre Teryl Rothery è stata candidata nella categoria Dramatic Series: Best Supporting Performance - Female.

## La miniera nemica
- Titolo originale: Enemy Mine
- Diretto da: Peter DeLuise
- Scritto da: Peter DeLuise

### Trama
Su un pianeta dove si pensa possano trovarsi giacimenti di naquadah, i terrestri vengono attaccati da un gruppo di Unas, i quali abitano nell'unico punto in cui la vena di minerale è sfruttabile. Il colonnello Edwards e il generale Vidrine pensano di usare la forza per scacciarli, ma il dottor Jackson riesce a convincerli a fare un tentativo diplomatico, affidandosi a Chaka; i negoziati, tuttavia, si rivelano lenti.
- Altri interpreti:Michael Rooker (colonnello Edwards), Steven Williams (generale Vidrine), Alex Zahara (Iron Shirt), Kavan Smith (maggiore Lorne), Patrick Currie (Chaka), Gary Jones (Walter Harriman), Michael Shore (tenente Menard), Dean Redman (tenente Woeste), Kirk Caouette (tenente Ritter), Sean Tyson e Wycliff Hartwig (unas)
- Questo episodio ha vinto un Leo Award nella categoria Dramatic Series: Best Make-Up.

## Corsa spaziale
- Titolo originale: Space Race
- Diretto da: Andy Mikita
- Scritto da: Damian Kindler

### Trama
Il maggiore Carter viene invitata ad aiutare Warrick (Abbandonati) in una pericolosa corsa spaziale, in cambio di alcune tecnologie. La SG-1 si reca su Hebridan, ma una serie di guasti ad alcune navi partecipanti alla corsa, compresa quella di Warrick, porta Teal'c ed Eamon (il fratello di Warrick) a scoprire che la corsa è stata sabotata da un umano per ragioni razziali.
- Altri interpreti: Alex Zahara (Warrick), Patrick Currie (Eamon), Scott Macdonald (Jarlath), Allan Lysell (Del Tynan), Ben Ayres (Muirios), Lindsay Maxwell (La'el Montrose), Terence Kelly (Hagan), Nick Misura (Taupen), Colin Murdock (Ardal Hadraig), Peter Kelamis (Coyle Boron), Hillary Cooper (donna alla reception)

## Rete bloccata
- Titolo originale: Avenger 2.0
- Diretto da: Martin Wood
- Scritto da: Joseph Mallozzi e Paul Mullie

### Trama
Il dottor Felger (Gli altri ragazzi), sotto pressione e a rischio di licenziamento, inventa un virus con cui infettare uno stargate impedendogli di comunicare con il resto della rete. A catena, però, cominciano a non funzionare anche gli altri stargate, finché tutti i dispositivi, eccetto quello terrestre, non possono più essere usati in uscita.
- Altri interpreti: Patrick McKenna (dottor Felger), Jocelyne Loewen (Chloe), Gary Jones (Walter Harriman)

## Diritto di nascita
- Titolo originale: Birthright
- Diretto da: Peter DeLuise
- Scritto da: Christopher Judge

### Trama
L'SG-1 viene contattata da un gruppo di guerriere jaffa, che chiedono un'alleanza con la Terra per sopravvivere e sconfiggere il misogino goa'uld Moloc, il quale uccide la maggior parte delle bambine jaffa. Per liberarle dal dover uccidere altri jaffa per ottenere dei simbionti, i terrestri offrono alle guerriere il tritonio, la medicina che già Teal'c usa per sostituire il simbionte; Teal'c intreccia una relazione con Ishta, la capo guerriera, mentre cinque delle sue compagne si recano sulla Terra per testare il farmaco.
- Altri interpreti: Teryl Rothery (dottoressa Fraiser), Jolene Blalock (Ishta), Kathleen Duborg (Neith), Christine Adams (Mala), Kirsten Prout (Nesa), Simone Bailly (Ka'lel), Elizabet Weinstein (Emta), Julie Hill (Ginra), Nikki Smook (Nictal), Nigel Vonas (Ryk'l), Kimberly Unger (infermiera)

## Evoluzione (Parte 1)
- Titolo originale: Evolution (Part 1)
- Diretto da: Peter DeLuise
- Scritto da: Damian Kindler, Michael Shanks e Peter DeLuise

### Trama
Teal'c e Bra'tac vengono attaccati da uno strano guerriero, che ha ucciso un gran numero di jaffa, riuscendo fortunosamente a scampare. Portato sulla Terra il corpo, le analisi rivelano che è un goa'uld mutante (un Kull), creato da Anubis, e che la sua armatura lo rende invulnerabile alla maggior parte degli attacchi. Il dottor Jackson si reca in Honduras per localizzare un congegno degli antichi, che potrebbe aiutarli a sconfiggere i nuovi guerrieri; il resto della SG-1 riesce nel frattempo a catturare uno dei mutanti, e attraverso un dispositivo tok'ra viene scoperto su quale pianeta Anubis li sta creando. nel frattempo, Daniel Jackson ha trovato il congegno, ma viene rapito da alcuni guerriglieri.
- Altri interpreti: Carmen Argenziano (Jacob Carter/Selmak), Tony Amendola (Bra'tac), Bill Dow (dottor Lee), David Palffy (Anubis), Enrico Colantoni (agente Burke)

## Evoluzione (Parte 2)
- Titolo originale: Evolution (Part 2)
- Diretto da: Peter DeLuise
- Scritto da: Damian Kindler, Michael Shanks e Peter DeLuise

### Trama
O'Neill si reca in Honduras per salvare Daniel Jackson, mentre uno dei guerriglieri, esposto al congegno degli antichi, comincia a dare segni di squilibrio. Nel frattempo Carter, Teal'c e Jacob Carter tentano di infiltrarsi nel pianeta dove Anubis sta creando i guerrieri mutanti.
- Altri interpreti: Carmen Argenziano (Jacob Carter/Selmak), Tony Amendola (Bra'tac), Bill Dow (dottor Lee), David Palffy (Anubis), Enrico Colantoni (agente Burke)

## Grace
- Titolo originale: Grace
- Diretto da: Peter F. Woeste
- Scritto da: Damian Kindler

### Trama
Dopo essere stati attaccati da una nave sconosciuta, il maggiore Carter si ritrova da sola a bordo del Prometeo, all'interno di una nebulosa che rende impossibile il movimento della nave, e comincia a sperimentare allucinazioni degli altri membri dell'SG-1, di suo padre e di una bambina.
- Altri interpreti: Carmen Argenziano (Jacob Carter/Selmak), Ingrid Kavelaars (maggiore Gant), John Novak (colonnello Ronson), Sasha Pieterse (Grace), Craig Veroni (ufficiale alle armi)
- Per questo episodio Amanda Tapping ha vinto un Leo Award nella categoria Dramatic Series: Best Lead Performance - Female.

## Disastro imminente
- Titolo originale: Fallout
- Diretto da: Martin Wood
- Scritto da: Corin Nemec, Joseph Mallozzi e Paul Mullie

### Trama
Jonas Quinn chiede aiuto alla Terra, in quanto le miniere di naquadriah sul suo pianeta sono sul punto di esplodere. Insieme al maggiore Carter escogita un piano per impedirlo scendendo in profondità nel sottosuolo, ma si scopre che la sua assistente è, in realtà, posseduta da un goa'uld agli ordini di Ba'al.
- Altri interpreti: Corin Nemec (Jonas Quinn), Emily Holmes (Kianna Cyr)

## Chimera
- Titolo originale: Chimera
- Diretto da: Will Waring
- Scritto da: Robert C. Cooper

### Trama
Il maggiore Carter inizia una relazione con Pete, un poliziotto amico di suo fratello, mentre Daniel Jackson ha degli strani sogni in cui è coinvolta la sua vecchia compagna Sarah, ora posseduta da Osiris (Il vaso di Iside), e alcune tavolette scritte in antico. Teal'c ha l'idea che tali sogni siano provocati da Osiris per scoprire l'ubicazione della città perduta degli Antichi. L'SG-1 perciò attua un piano per catturarla e liberarla dal Goa'uld, piano che seppur con l'interferenza di Pete che aveva pedinato la Carter, ha successo. In seguito Sarah viene liberata e Pete portato all'SGC in quanto ferito nel combattimento con Osiris e per aver visto il vero lavoro della Carter che in seguito gli spiega tutto.
- Altri interpreti: Anna-Louise Plowman (Sarah/Osiris), David DeLuise (Pete Shanahan)

## Presagio di morte
- Titolo originale: Death Knell
- Diretto da: Peter DeLuise
- Scritto da: Peter DeLuise

### Trama
Un guerriero Kull attacca il sito Alpha; mentre O'Neill e Teal'c cercano il maggiore Carter, dispersa durante l'attacco insieme al prototipo di una nuova arma, e inseguita dal guerriero di Anubis, i capi dei ribelli jaffa e i tok'ra, sulla Terra, si scontrano accusandosi reciprocamente di aver fatto trapelare la posizione del sito Alpha, che era tenuta segreta.
- Altri interpreti: Carmen Argenziano (Jacob Carter/Selmak), Sebastian Spence (Delek), Mark Gibbon (M'Zel), Eric Breker (colonnello Reynolds), Dan Shea (sergente Siler)

## Eroi (Parte 1)
- Titolo originale: Heroes (Part 1)
- Diretto da: Andy Mikita
- Scritto da: Robert C. Cooper

### Trama
Una troupe televisiva viene incaricata dal presidente degli Stati Uniti di girare un documentario per presentare le azioni del comando, da diffondere quando lo stargate verrà reso pubblico. I membri del comando, compresa l'SG-1, reagisce freddamente a questa intrusione, mentre su un pianeta alieno la SG-13, dopo aver trovato i resti di una città degli antichi ed aver distrutto una sonda goa'uld, viene attaccata da alcuni jaffa, costringendo il generale Hammond ad inviare sul pianeta l'SG-1 ed altre squadre, compresa la dottoressa Fraiser.
- Altri interpreti: Saul Rubinek (Emmett Bregman), Adam Baldwin (colonnello Dixon), Ronny Cox (senatore Kinsey), Dan Shea (sergente Siler), Teryl Rothery (dottoressa Fraiser)
- Questo episodio, insieme alla sua conclusione, è stato candidato al premio Hugo nella categoria Miglior rappresentazione drammatica in forma breve.

## Eroi (Parte 2)
- Titolo originale: Heroes (Part 2)
- Diretto da: Andy Mikita
- Scritto da: Robert C. Cooper

### Trama
Diverse squadre del comando, inviate in soccorso dell'SG-13, cadono in un'imboscata tesa dai goa'uld; durante la battaglia, muoiono diversi uomini, tra cui la dottoressa Fraisier (purtroppo nessuno a parte O' Neill era dotato della ceramica polimerica vista nell'episodio precedente). Viene quindi ordinata un'indagine sugli ordini del generale Hammond, che viene condotta dall'agente Woolsey.
- Altri interpreti: Saul Rubinek (Emmett Bregman), Adam Baldwin (colonnello Dixon), Ronny Cox (senatore Kinsey), Dan Shea (sergente Siler), Robert Picardo (agente Woolsey), Teryl Rothery (dottoressa Fraiser)
- Questo episodio, insieme alla prima parte, ha vinto un Hugo Awarf nella categoria Best Dramatic Presentation - Short Form. Inoltre Andy Mikita è stato candidato ad un Leo Award nella categoria Dramatic Series: Best Direction, mentre Don S. Davis nella categoria Dramatic Series: Best Supporting Performance - Male.

## Resurrezione
- Titolo originale: Resurrection
- Diretto da: Amanda Tapping
- Scritto da: Michael Shanks

### Trama
Un gruppo di agenti dell'NID vengono trovati uccisi in una loro base segreta sulla Terra. L'apparente colpevole è una donna, creata attraverso esperimenti genetici da quegli agenti, che tuttavia afferma di non ricordare nulla. Viene anche trovata una bomba di enorme potenza, che può esplodere in poche ore.
- Altri interpreti: Kristen Dalton (Anna), Brad Greenquist (Keffler), Peter Flemming (agente Barrett), Bill Dow (dottor Lee)

## Inaugurazione
- Titolo originale: Inauguration
- Diretto da: Peter F. Woeste
- Scritto da: Joseph Mallozzi & Paul Mullie

### Trama
Il giorno dell'insediamento del nuovo presidente, dopo che questi è stato informato del programma Stargate, il suo vice, l'ex-senatore Kinsey, cerca di convincerlo a togliere al generale Hammond la responsabilità di guidare il comando stargate e di congedare l'SG-1, mentre il suo segretario alla difesa li difende. L'agente Woolsey, schierato dalla parte di Kinsey, comincia però a dubitare delle sue scelte.
- Altri interpreti: Ronny Cox (vicepresidente Kinsey), Colin Cunningham (maggiore Davis), Mikka Dargel (segretaria di Kinsey/Sara), William Devane (presidente Hayes), Holly Dignard (segretaria del presidente), James McDaniel (generale Maynard), Corin Nemec (Jonas Quinn), Robert Picardo (agente Woolsey), Jerry Wasserman (capo dello staff)
- Questo episodio è un clip show, ossia è composto per la maggior parte da scene tratte da altre puntate.

## Città perduta (Parte 1)
- Titolo originale: Lost City (Part 1)
- Diretto da: Martin Wood
- Scritto da: Brad Wright e Robert C. Cooper

### Trama
Il presidente decide di nominare la dottoressa Weir a capo del comando Stargate; la SG-1 intanto, durante un tentativo di trasportare sulla Terra un oggetto contenente la conoscenza degli antichi (La quinta razza), è attaccata da Anubis, costringendo il colonnello O'Neill a farsi trasferire da esso quella conoscenza nel suo cervello, pur sapendo che potrebbe morire in pochi giorni. Anubis decide però di attaccare la Terra per ottenere quelle conoscenze.
- Altri interpreti: Tony Amendola (Bra'tac), Bonnie Arbuthnot (Bonnie), Ron Blecker (aviere della SG-3), Eric Breker (colonnello Reynolds), Jason Calder (soldato della SG-3), Ronny Cox (vicepresidente Kinsey), William Devane (presidente Hayes), Holly Dignard (segretaria del presidente), Bill Edwards (soldato della SG-5), Jason Howell (maggiore Harper), Gary Jones (Walter Harriman), David Palffy (Anubis), Mark Pawson(agente del servizio segreto), Dan Payne (guerriero Kull), John Prowse (colonnello Pearson), Jessica Steen(dottoressa Weir)

## Città perduta (Parte 2)
- Titolo originale: Lost City (Part 2)
- Diretto da: Martin Wood
- Scritto da: Brad Wright e Robert C. Cooper

### Trama
L'SG-1 si dirige verso un mondo indicato dalle conoscenze degli antichi all'interno del colonnello O'Neill; qui viene trovato un avamposto degli antichi, dove O'Neill indica la Terra, in particolare l'Antartide, come sede della città perduta, o "Atlantide". Mentre sono sulla via del ritorno, Anubis attacca la Terra; l'SG-1 individua una costruzione degli antichi, mentre la Prometeo protegge il loro teletrasporto e sopra di loro si scontrano gli F-302 e gli alkesh di Anubis.
- Altri interpreti: William Devane (presidente Hayes), Jessica Steen (dottoressa Weir), Tony Amendola (Bra'tac), David Palffy (Anubis), Gary Jones (Walter Harriman), Ronny Cox (vicepresidente Kinsey), Michael Adamthwaite (Herak), James McDaniel (generale Maynard), John P. Jumper (sé stesso), Marc Worden (Ronan)
- Questo episodio è stato candidato ad un Emmy Award nella categoria Outstanding Special Visual Effects e ad un Gemini Award nella categoria Best Visual Effects.